# 泰穆·普基
泰穆·普基（芬蘭語：Teemu Pukki，1990年3月29日—），是一名芬兰職業足球員，司職前锋。现效力于芬超球队HJK赫尔辛基，代表芬兰国家足球队参加国际比赛。

## 俱乐部

### 科泰佩
普基的职业足球生涯始于家乡球队科泰佩。2006年4月21日的芬超比赛，刚满16周岁的普基首次代表科泰佩出场，帮助球队在主场以2-1战胜劲旅HJK赫尔辛基。这个赛季他在联赛中共为球队出场5次，均为替补出场，并被芬兰足协评为年度最佳少年球员。2007年5月3日，科泰佩客场1-0战胜维京人，普基攻入个人首粒芬超进球，也成为第一位在芬超取得进球的“90后”球员。这个赛季他10次首发、14次替补出场，在24场比赛中打进3球。

### 塞维利亚
2008年1月，普基转会西班牙塞维利亚，与新俱乐部签了3年半合同。同年6月，他帮助塞维利亚青年队在决赛上以2-0战胜巴塞罗那青年队，赢得西班牙青年国王杯冠军。在青年队度过一段时间后，他被提拔到俱乐部的预备队，即塞维利亚竞技。2008-09赛季西乙第6轮，普基首次代表塞维利亚竞技出场，并打进全场唯一进球，帮助球队战胜皇家社会。2008年12月7日，塞维利亚客场挑战皇家马德里，普基首次进入一队18人名单，但并未出场。2009年1月29日，塞维利亚主场对阵桑坦德竞技，普基在第63分钟替下伊维卡·德拉古蒂诺维奇，完成个人西甲处子秀。但这也是他唯一一次代表塞维利亚一队出场。

### HJK赫尔辛基
由于在西班牙上场机会太少，普基决定回到芬超。2010年8月，普基与HJK赫尔辛基签约3年半。10月份赛季结束前，普基共为赫尔辛基出场7次，打进两球，并随队获得联赛冠军。2011赛季，普基表现出色，其中还在6月22日6-0大胜的比赛中首次上演帽子戏法。8月18日，赫尔辛基在欧罗巴联赛附加赛首回合爆冷以2-0战胜沙尔克04，两粒进球均来自普基。一周后，在盖尔森基兴举行的次回合比赛，赫尔辛基大比分失利，但普基再次攻破沙尔克的球门。普基的优异表现引起了沙尔克的关注。8月31日转会窗关闭前，沙尔克宣布签下普基，合同至2014年6月底。转会沙尔克之前，普基在2011赛季芬超联赛中出场18次，打进11球，助攻8球，在欧洲赛事中出场6次，打进5球。

### 沙尔克04
2011年9月18日，普基首次亮相德甲联赛，在主场和拜仁慕尼黑的比赛下半场替补出场。11月6日，德甲第12轮，普基在联赛中第一次作为首发球员出场，并且打进两球，帮助沙尔克在客场以2-2逼平汉诺威96，同时还入选了《踢球者》杂志等多家媒体评选的当轮最佳阵容。

### 凯尔特人
2013年8月31日，普基與凱爾特人簽下了一份為期四年的合約，未公開費用。

### 邦比
在未與俱樂部達成新協議後，他於2017-18賽季末被釋放。

### 諾里奇城

#### 2018/19賽季
2018年6月30日，普基以自由身加盟英冠球會諾域治，並簽下三年合約。8月4日，諾域治於2018/19賽季首場聯賽作客伯明翰，普基首次正選上陣並踢足90分鐘。一星期後，普基在諾域治主場3-4不敵西布朗的聯賽中攻入一球，取得加盟球隊後的首個入球。
普基在諾域治的首季，各項賽事合共上陣46場，攻入30球，當中在聯賽上陣43場，攻入29球，分別成為諾域治隊中的神射手，以及該季英冠聯賽的神射手。2019年4月，普基被選為2018/19賽季的英冠最佳球員，同時入選當季英冠年度最佳陣容，亦被諾里奇城球迷選為球隊2018/19賽季的最佳球員。最終，諾域治奪得該季的英冠冠軍，取得下季升上英格蘭超級聯賽的資格。

## 国家队
2009年2月4日，芬兰队与日本队在东京进行友谊赛，普基在第67分钟换下利特马宁，首次代表国家队出场。
普基在2020年欧洲國家杯预选赛中打进10球，帮助芬兰获得了历史上第一个大型赛事－2020年欧洲國家杯的资格。
普基在2022年世界盃資格賽對上哈薩克的比賽中，單場攻進兩球，超越傳奇球星利特马宁的32球，以33球成為國家隊的進球王，最後也以2:0擊敗對手。
2021年11月16日，普基在2022年世界盃資格賽對陣法國的比賽中達成國家隊100次出場。

## 荣誉

### 個人
- 芬兰年度最佳少年球员：2006[3]
- 芬超联赛全明星阵容（记者协会评选）：2011[24]
- 芬蘭足球先生：2019

### 球會
塞维利亚青年軍
- 西班牙青年国王杯冠军：2008[6]

HJK赫尔辛基
- 芬兰足球超级联赛冠军：2010、2011
- 芬兰杯冠军：2011

凯尔特人
- 蘇格蘭足球超級聯賽冠軍：2013-14

邦比
- 丹麥盃冠軍：2017-18

 诺里奇城
- 英格蘭足球冠軍聯賽冠軍：2018–19、2020–21[25]賽季